# Goodenia ochracea
Goodenia ochracea är en tvåhjärtbladig växtart som beskrevs av R. Carolin. Goodenia ochracea ingår i släktet Goodenia och familjen Goodeniaceae. Inga underarter finns listade i Catalogue of Life.